# Robert Davis (lekkoatleta)
Robert Davis (ur. 30 maja 1989 w Sandwell) – brytyjski lekkoatleta specjalizujący się w biegach sprinterskich.
Był członkiem brytyjskiej sztafety 4 x 400 metrów, która zdobyła w Hengelo w 2007 roku mistrzostwo Europy juniorów, a w kolejnym sezonie sięgnęła w Bydgoszczy po wicemistrzostwo świata.
Rekordy życiowe w biegu na 400 metrów: stadion – 47,22 (14 lipca 2007, Birmingham); hala – 47,90 (25 lutego 2007, Birmingham).

## Osiągnięcia
| Rok  | Impreza                     | Miejsce   | Konkurencja        | Lokata     | Wynik   |
| ---- | --------------------------- | --------- | ------------------ | ---------- | ------- |
| 2007 | Mistrzostwa Europy juniorów | Hengelo   | sztafeta 4 x 400 m | 1. miejsce | 3:08,21 |
| 2008 | Mistrzostwa świata juniorów | Bydgoszcz | sztafeta 4 x 400 m | 2. miejsce | 3:05,82 |